# TOKYO TIMES TOWER
TOKYO TIMES TOWER（東京タイムズタワー、とうきょうタイムズタワー）は、東京都千代田区外神田四丁目に所在する超高層マンション（タワーマンション）である。
神田青果市場跡の都有地を「IT産業の拠点にする」との東京都の構想に基づき、秋葉原地区開発計画（土地区画整理事業）で再開発された区域のうち、鹿島建設などのグループが払い下げを受け開発した区域（秋葉原クロスフィールド）に隣接する区域（秋葉原3－2街区）に建てられた。電気街の秋葉原に位置し、街のランドマークとして人気を誇る。2005年度グッドデザイン賞受賞。

## 概要
秋葉原地区開発計画の住宅棟として、2004年9月竣工、翌10月から入居開始した共同住宅である。アキバ田代通り（特別区道千第691号）に面した1階にはサブウェイ秋葉原タイムズタワー店が入居。南側に秋葉原UDXが、東側に東京消防庁神田消防署が、それぞれ隣接している。
総戸数は318戸。中心価格帯は6000万円前後、ペントハウスは約3億円だった。ルームプランの最多販売戸数は、2LDK・専有面積70m²台。販売時、ソニーと提携した「S-Style」住戸が話題となったが、実際にはこのタイプの住戸は販売されなかったという。
建築物の大きさは東西30.0m、南北37.0m。地上40階、地下1階建てで最高高さは138.45m。建設地は商業地域のため基準容積率は800%だが、都心居住型総合設計制度を用いて公開空地を計画したことで容積率の緩和を受け、許容容積率は988%（188%割増）が適用されている。なお、東側に東京消防庁神田消防署が隣接するため、本マンション東側の12階以下は角部屋を除いて住戸がなく、この部分が立体駐車場（タワーパーキング）となっている。また、13階もフィットネススクエア（トレーニングジム）とすることでプライバシーと眺望に配慮している。
千代田区が地球温暖化対策として実施している「グリーンストック作戦」（既存ビル・マンションの省エネルギー化のための支援）の2015年度（平成27年度）「モデルマンション」に選定されている。
なお、本マンションの竣工当時、再開発エリア（千代田区外神田一丁目18番及び外神田四丁目14番）には町会が無かったため、2007年（平成19年）に隣接する神田消防署、秋葉原UDX、秋葉原ダイビルと連携して新たに「神田山本町会」が設立され、毎年夏頃に町会による納涼会が行われている。ちなみに「神田山本町」は1964年（昭和39年）12月1日に住居表示が実施されるまで当地域に存在した旧町名である。

## 建築概要
以下は「TOKYO TIMES TOWER 情報 物件概要」等による。
- プロジェクト名：（仮称）秋葉原3－2街区計画[18]
- 所在地：東京都都市計画事業秋葉原駅付近土地区画整理事業施行区内3街区
- 底地：東京都千代田区外神田四丁目49-1（地番）
- 住所：東京都千代田区外神田四丁目14番2号（住居表示）
- 敷地面積：03,045.73 m²（建築確認対象面積）
- 建築面積：01,467.49 m²
- 延床面積：39,496.19 m²（容積対象外面積10,118.14 m²含む）
- 基礎工法：拡底アースドリル杭
- 構造形式：鉄筋コンクリート造（一部鉄骨造）、スーパーRCフレーム構法
- 階数：地上40階（塔屋1階）、地下1階
- 高さ：136.85m（最高高さ：138.45m）
- 用途：共同住宅
- 総戸数：318戸（分譲）
- 分譲後の権利形態：敷地は共有、建物は区分所有
- 駐車場：総戸数319戸に対して133台（エレベータ式132台、身障者用平面駐車場1台）
- 自転車置き場：226台
- バイク置き場：14台
- トランクルーム：0.33m²～1.54m²（総戸数319戸に対し126戸に付設）
- 売主・設計・施工：鹿島建設
- 販売代理：三井不動産販売

### 構造
鹿島建設が開発した、超高層フリープランハウジングを実現する「スーパーRCフレーム構法」を採用。構造駆体は、建物中央にH型に設けた壁状の大きな柱「スーパーウォール」、建物最上階に井形状に配した大型梁「スーパービーム」、スーパービームに設置したパッシブ制震装置HiDAM（ハイダム）と繋がる「コネクティング柱」で構成され、柱や梁の制約から開放されたデザインとした。これによって、コーナー部は床から天井までのオープンな開口を実現し、熱線反射ガラスの採用と併せて超高層の眺望と開放感を実現している。
制震装置を設置しているため、地震や強風による揺れが低減され、安全性も確保されている。
SI住宅対応として、全面二重床、二重天井、パイプスペースの集約化等を行い、将来のライフスタイルの変化に対応可能な長寿命建築とした。

### 主な共用施設
- 集会室（2階）
- フィットネススクエア（13階）
- スカイラウンジ（31階）
- ゲストルーム（2室）（31階）

## その他
- ゲーム『STEINS;GATE』の登場人物、フェイリス・ニャンニャンの自宅マンションのモデルとされる（最上階に居住という設定）[22]。
- 『週刊ポスト』2005年2月18日号の「紀宮さま黒田さんの新居は「40階建て超高層マンション」と題したスクープ記事において、黒田慶樹・黒田清子夫妻の新居として本マンション名が報道された事がある[23]。

## 交通アクセス
- JR東日本秋葉原駅徒歩5分、東京地下鉄日比谷線秋葉原駅徒歩7分、つくばエクスプレス秋葉原駅徒歩6分
- 東京地下鉄銀座線末広町駅徒歩2分

## 近隣施設
- 秋葉原クロスフィールド（秋葉原UDX、秋葉原ダイビル）
- AKB48劇場（ドン・キホーテ秋葉原店8階）
- ヨドバシAkiba
- 神田明神
- 湯島聖堂

## 関連文献
- 『秋葉に住む』 VOL.01、同人サークル「秋葉に住む」、2005年3月21日、24-31頁。

## 外部サイト
- 鹿島の実績紹介 TOKYO TIMES TOWER - 鹿島建設
- KAJIMA DESIGNの実績紹介：TOKYO TIMES TOWER - 鹿島建設
- 東京タイムズタワー管理組合理事会公式twitter (@TokyoTimesTower) - X（旧Twitter）